# SV Falkensee-Finkenkrug
Sportverein Falkensee-Finkenkrug 1913 e.V. é uma agremiação alemã, fundada em 1913, das comunidades de Falkensee e Finkenkrug, em Brandemburgo, perto da fronteira ocidental de Berlim.

## História
O clube foi fundado, em 1913, como Neufinkenkruger Clube Ballspiel e logo ficou conhecido como Sportverein Finkenkrug. Como outras organizações no país, foi dissolvida no rescaldo da Segunda Guerra Mundial por imposição das autoridades aliadas de ocupação, mas foi reconstituída, em 1945, como Sportgemeinde Finkenkrug, tornando-se parte da estrutura separada da liga de futebol que surgiu na metade oriental ocupada pelos soviéticos da Alemanha. 
Em 1984, o clube foi rebatizado BSG Finkenkrug Turbine e, quatro anos mais tarde, se fundiu com BSG Fleisch und Frischeierproduktion Falkensee para se tornar o SG Falkensee-Finkenkrug.
Fundado em 1948 como SG Falkensee, o BSG fuf atuou várias vezes como BSG Chemie Falkensee, BSG Chemie Lichtenberg Falkensee, Lok BSG Falkensee e BSG Motor Falkensee antes de se tornar fuf em algum momento na década de 1970. Com a reunificação alemã, em 1990, a associação adotou o nome mais tradicional SV Falkensee-Finkenkrug 1913.
O clube, apesar do pouco retrospecto relevante em nível nacional, no entanto, tem conquistado bons resultados na Verbandsliga Brandenburg (V), culminando em um título da divisão, em 2005, e a promoção em uma única temporada à Oberliga Nordost-Nord (IV). Um 15º lugar a rebaixou imediatamente, mas depois de repetir o título da Verbansliga, em 2008, a equipe retornou para a Oberliga, então quinto nível na temporada 2008-2009.
Em 2012, foi eliminado na primeira rodada da Copa da Alemanha ao ser goleado por 5 a 0 pelo VfB Stuttgart. No mesmo ano bate na final o Sportverein Babelsberg 1903 por 2 a 1 e conquista a Brandenburgischer Landespokal.

## Títulos
- Verbandsliga Brandenburg (V) Campeão: 2005, 2008;
- Brandenburgischer Landespokal Campeão: 2012;

## Cronologia recente
| Temporada | Liga                     | Lugar |
| --------- | ------------------------ | ----- |
| 2001/02   | Verbandsliga Brandenburg | 3ª    |
| 2002/03   | Verbandsliga Brandenburg | 3ª    |
| 2003/04   | Verbandsliga Brandenburg | 4ª    |
| 2004/05   | Verbandsliga Brandenburg | 1ª ↑  |
| 2005/06   | Oberliga Nordost Nord    | 15ª ↓ |
| 2006/07   | Verbandsliga Brandenburg | 3ª    |
| 2007/08   | Brandenburg-Liga         | 1ª ↑  |
| 2008/09   | Oberliga Nordost Nord    | 7ª    |
| 2009/10   | NOFV-Oberliga Nord       | 16ª ↓ |
| 2010/11   | Brandenburg-Liga         | 9ª    |
| 2011/12   | Brandenburg-Liga         | 12ª   |

## Fonte
- Grüne, Hardy (2001). Vereinslexikon. Kassel: AGON Sportverlag ISBN 3-89784-147-9